# ベイジングストーク
ベイジングストーク (Basingstoke) は、イングランド・ハンプシャーにあるタウンである。行政上はベイジングストーク・アンド・ディーンに属し、その中心部分を占めている。サウサンプトンの北東48km、レディングの南東26km、ロンドンの南西77km、ウィンチェスターの北東31kmに位置している。
ベイジングストークは、郊外地域が多いタウンなので、「ドーナッツ・シティ」や「郊外シティ(Roundabout City)」といったあだ名がある。タウンはしばしばニュータウンとも間違えられるが、元は古いマーケット・タウンで、1960年代にロンドンの過剰人口の受け皿として、1944年のグレーターロンドン計画に基づいて、アンドーヴァーやタドリーなどと共に拡張された。
ベイジングストークのマーケットは、ドゥームズデイ・ブックにも記述があり、1950年代まで小さなマーケットタウンとして残されていた。現在も定期的なマーケットが開かれているが、ハンプシャー議会が定義するマーケット・タウンよりも規模が大きいものである。

## スポーツ
- ベイシンストーク・タウンFC

## 出身人物
- イアン・マクニース - 俳優
- エリザベス・ハーレイ - モデル、女優
- ガブリエラ・ワイルド - 女優
- ジュリアン・ストックウィン - 作家
- ダニエル・ハリソン - フィギュアスケート選手
- トム・クレヴァリー - サッカー選手

## 姉妹都市
- フランス アランソン
- ドイツ オイスキルヒェン
- ベルギー ブレン・ラルー